# Chronologie de l'Océanie
Cet article rassemble les chronologies traitant de l'histoire de l'Océanie.

## Par période

### Époque contemporaine
- 2006 en Océanie - 2007 en Océanie - 2008 en Océanie - 2009 en Océanie - 2010 en Océanie - 2011 en Océanie - 2012 en Océanie - 2013 en Océanie - 2014 en Océanie - 2015 en Océanie -2016 en Océanie -2017 en Océanie -2018 en Océanie -2019 en Océanie - 2020 en Océanie - 2021 en Océanie- 2022 en Océanie - 2023 en Océanie - 2024 en Océanie

## Annexe